# 桃森ミヨシ
桃森 ミヨシ（とうもり ミヨシ、11月16日 - ）は、日本の漫画家。関西出身。血液型O型。日本国外版コミックスでの名義は桃森三好、MiyoshiToumori。『ハツカレ』『悪魔とラブソング』が実写ドラマ化されている。2001年から『マーガレット』（集英社）で7作品連載した。2020年から『Cookie』（集英社）に掲載誌を移し活動中。現在連載中の『200m先の熱』は作者インタビューで「これまでの集大成だと思って描いている」と語られた。

## 略歴
- 音大のピアノ科を中退し、漫画家になる前は音楽関係の仕事をしていた[4][5]。
- 2001年 - AM（オールマーガレット）新人漫画グランプリ準大賞を藤宮あゆとW授賞し『ザ マーガレット』（集英社）でデビュー。
- 2003年 -『マーガレット』（集英社）にて『ハツカレ』を連載開始、2006年9月に最終回。2006年9月から11月まで、『ハツカレ』の番外編ショートコミック『ハツカレC☆C』を連載。同作品は2006年1月より黒川智花主演で実写化（GyaOネットドラマ）。2005年の講談社漫画賞、2006年の小学館漫画賞のそれぞれに「ハツカレ」がノミネートされた。「ハツカレ」は当初、全3回の短期連載として始まったが、後に長期連載となった。また、タイトルであるハツカレという単語は作者による造語である。
- 2006年 - 12月より、『マーガレット』（集英社）にて『悪魔とラブソング』を連載開始、2011年4月に最終回。冒頭部分のみVOMIC化されている(声優キャストは悪魔とラブソングを参照)。なおこの作品は2008年と2009年のマンガ大賞第一次審査に選ばれた。また2013年の米国図書館協会ヤングアダルトサービス部門(Young Adult Library Services Association  通称YALSA)が選んだ「Great Graphic Novels」に選ばれた[6]。
- 2011年 - 7月より『マーガレット』（集英社）にて『皇子かプリンス』を連載開始、2012年7月に最終回。
- 2012年 - 10月より『マーガレット』（集英社）にて桃森ミヨシ×鉄骨サロの名義でコンビを組む。コンビは桃森から話をもちかけ実現した。合作1作目は鉄骨がネームまで描き桃森が少女漫画風に手を加えていたが、ページの割り振りなどで齟齬が出てうまくいかなかったという。そこで2作目以降は原案を鉄骨、ネームは桃森が制作し、そこから二人で話し合って変形させていく方法になった。作画およびキャラデザインは桃森ミヨシ。
- 2013年 - 『マーガレット』（集英社）2014年1号（12月5日発売）より 『菜の花の彼-ナノカノカレ-』を桃森ミヨシ×鉄骨サロ名義で連載開始[7]。2017年18号（8月19日発売）に表紙、巻頭カラーで最終回[8]。桃森ミヨシ×鉄骨サロの名義で初大型連載。鉄骨がプロット、桃森がネームと作画をしている。またこの作品からカラー原稿は作画を桃森、着色を鉄骨が行っている。
- 2018年 - 『マーガレット』（集英社）5号（2月5日発売）より 『愛が死ぬのは君のせい』を桃森ミヨシ×鉄骨サロ名義で連載開始[9]。『菜の花の彼』の途中からこの作品にかけて、二人でプロットおよびネームをし、作画も二人で行う方式になった。（下描きおよび顔のペン入れを桃森、体のペン入れを鉄骨）カラーは引き続き線画が桃森、着色は鉄骨。
- 2019年 - 13号（6月5日発売）から18号（8月20日発売）まで、桃森ミヨシが腱鞘炎のため休載した[10]。24号（11月20日発売）にて『愛が死ぬのは君のせい』連載終了[11]。
- 2020年 -『マーガレット』（集英社）6号（2月20日発売）で 『悪魔とラブソング』実写化を発表。Huluにて2021年に独占配信連続ドラマ化される。『Cookie』（集英社）11月号（9月28日発売）より『200m先の熱』を桃森ミヨシ単独名義で連載開始[12]。ソロでの連載は『皇子かプリンス』以来8年ぶりとなる。
- 2021年 -『マーガレット』（集英社）10・11合併号（4月20日発売）より『悪魔とラブソング』の続編となる『悪魔とラブソング アンコール』を短期集中連載[13]（全4話[14]）。続編を含む『悪魔とラブソング 新装再編版』が全8巻で5月より発刊された[13]。6月19日よりHuluにて『悪魔とラブソング』ドラマ放送（全8回）[15]。『200m先の熱』の番外編『隣の微熱』を『ザ マーガレット』秋号に前編[16]、2022年冬号に後編[17]として掲載された。
- 2022年 -『ザ マーガレット』夏号より『隣の微熱』連載再開予定だったが作者急病のため秋号からに変更された[18][19]。200m先の熱10話から主人公たちの宿泊デート先として、実在する伊豆のオーベルジュ「アルカナ・イズ」が登場する[20]。
- 2023年 -集英社オンラインで『200m先の熱』についてや鉄骨サロとの関係についてロングインタビューが公開された[2][3]。

## 作品リスト

### 単行本
特記する作品以外、全て集英社、マーガレットコミックス（大判、文庫含む）から刊行されている。
- ブラスラブ!!（2002年6月25日発売[21]、ISBN 4-08-847517-8）
  - ブラスラブ（『マーガレット』2002年7号 - 9号）
  - おやゆび姫のキラリ（『マーガレット』2001年21号）
  - くちびるからココロ（『ザ マーガレット』2002年1月号）
- トンガリルート（2003年5月23日発売[22]、ISBN 4-08-847631-X）
  - トンガリルート（『マーガレット』2002年23号 - 2003年1号）
  - モノクロキャンディ（『マーガレット』2002年16号別冊ふろく）
  - バイバイベイベ（『マーガレット』2001年16号）
  - ラブファイター（『ザ マーガレット』2001年9月号）
- ハツカレ（2003年 - 2006年、単行本全10巻、文庫版全6巻）
  - ハツカレC☆C（『マーガレット』2006年20号 - 22号）コミック版10巻、文庫版6巻に収録
  - ストレートチョコレート（『マーガレット』2006年23号）コミック版10巻、文庫版6巻に収録
- 悪魔とラブソング（2006年 - 2011年、単行本全13巻、新装再編版全8巻）
- 皇子かプリンス（2011年 - 2012年、全3巻）
- 桃骨 -桃森 ミヨシ×鉄骨 サロ 短編集-（2013年8月23日発売[23]、ISBN 978-4-08-845083-4）
  - キミの晴天（『ザ マーガレット』2013年8月号）
  - とほほよ[24][25]（『マーガレット』2013年7号）
  - 合コンLovers[26]（『マーガレット』2013年10号別冊ふろく『マーガレット創刊50周年記念 Anniversary Book』）
  - モブ女!（『マーガレット』2012年22号[27][28] - 23号）
- 菜の花の彼-ナノカノカレ-（2013年 - 2017年、全14巻、共作：鉄骨サロ）
- 愛が死ぬのは君のせい（2018年 - 2019年、全6巻、共作：鉄骨サロ）
- 悪魔とラブソング アンコール（2021年、全4話『悪魔とラブソング』新装再編版8巻収録、マーガレットコミックスDIGITAL全1巻）
- 200m先の熱（『Cookie』2020年11月号[12] - 連載中、既刊14巻）
- 隣の微熱（『ザ マーガレット』2021年秋号 - 2023年夏号、『200m先の熱』に収録）

### アンソロジー
- NOT FRIEND,BUT…[注 1]（2011年1月25日発売[29]、ISBN 978-4-08-846613-2）
  - モノクロキャンディ（『マーガレット』2002年16号別冊ふろく）
- 東日本大震災チャリティー漫画本 PARTY! HANA[30][注 2]（2011年8月5日発売[31]、メディアパル、ISBN 978-4-89610-201-7）
  - 初めてのラブソング[32]
- 桐島、部活やめるってよ（2012年、小説のコミカライズ）

### 単行本未収録作品
- シフティングパラダイム（『ザ マーガレット』2001年、デビュー作）
- タイムカプセル・ラバー（『マーガレット』2001年8号）
- ラブオール（『ザ マーガレット』2002年）
- はんぶんアンリアル[33]（『マーガレット』2010年24号）
- 菜の花の彼-ナノカノカレ- ディレクターズカット版[34]（『ザ マーガレット』2015年10月号）
- 「悪魔とラブソング」撮影現場にいってみた[35]（『マーガレット』2021年13号）